# 파리 그랜드슬램 유도대회
파리 그랜드슬램은  국제 유도 연맹 IJF 가 주관하는 유도 대회이며 매년 파리 (프랑스)에서 열리는 유도 대회이다.파리 (프랑스)에서 가장 권위있는 경기장인 ACCORHOTELS ARENA Bercy에서 열리는 세계적인 대회이다.